# Rallicrex kolozsvarensis
Rallicrex kolozsvarensis ist eine fossile Rallenart, die zwischen dem Rupelium (Oligozän) und dem Burdigalium (Miozän) lebte. Sie galt lange Zeit als einzige Vertreterin der Gattung Rallicrex, bis 1991 das Taxon Rallicrex polgardiensis in diese Gattung gestellt wurde. Nach Ansicht des tschechischen Zoologen Jiří Mlíkovský ist diese Klassifizierung jedoch ungesichert. Das Typusmaterial, das aus den distalen zwei Dritteln des linken Tarsometatarsus sowie dem zerdrückten distalen Ende des Tibiotarsus besteht, wurde von Kálmán Lambrecht in der Corbulabank (Gesteinsschicht, die sich aus den Fossilien der Muschel Corbula zusammensetzt) südlich der Zitadelle zu Cluj-Napoca (ehemals Kolozsvár) in Siebenbürgen, Rumänien entdeckt und befindet sich im Museum der Königlichen Ungarischen Geologischen Anstalt in Budapest.

## Etymologie
Der Gattungsname beruht auf Lambrechts Annahme, dass diese Art morphologisch zwischen den Gattungen Crex (Wachtelkönig) und Rallus steht. Das Artepitheton bezieht sich auf die Terra typica.